# Mount Theseus
Mount Theseus ein markanter Berg von 1830 m Höhe, der unmittelbar südlich des Clark-Gletschers in der Olympus Range im ostantarktischen Viktorialand aufragt.
Teilnehmer einer von 1958 bis 1959 durchgeführten Kampagne im Rahmen der neuseeländischen Victoria University’s Antarctic Expeditions benannten ihn nach Theseus, einer Heldenfigur aus der griechischen Mythologie.